# Lil Nas X

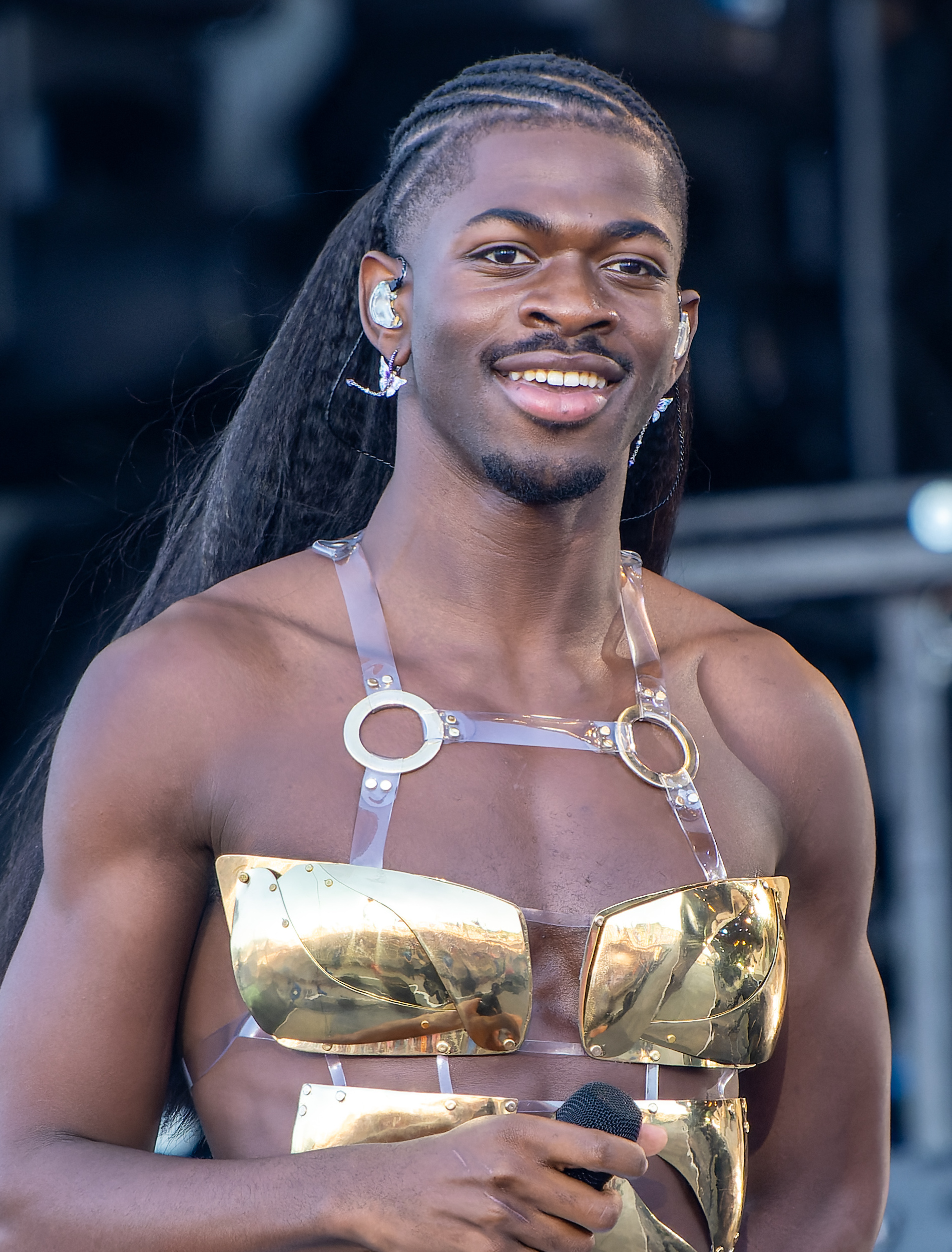
Lil Nas X (2023)

Lil Nas X (* 9. April 1999 in Atlanta, Georgia; bürgerlich Montero Lamar Hill) ist ein US-amerikanischer Rapper und Sänger.

## Karriere
Hill erlangte zunächst Bekanntheit als Internetpersönlichkeit auf Twitter. Er war ab 2015 unter dem Pseudonym NasMaraj, in Anlehnung an Nicki Minaj und Nas, in sozialen Medien aktiv. Seine meist fiktionalen Beiträge erreichten mitunter viel Aufmerksamkeit.
2018 veröffentlichte er erstmals eigene Lieder auf der Plattform Soundcloud, darunter auch sein erstes Mixtape Nasarati. Zu diesem Zeitpunkt hatte er sein Studium abgebrochen, um eine Musikkarriere anzustreben, und lebte bei seiner Schwester zur Untermiete.
Am 3. Dezember 2018 erschien seine Single Old Town Road, die ab Ende Dezember aufgrund der YeeHaw Challenge auf der Plattform TikTok erstmals größere Bekanntheit erlangte. Mitte März 2019 erreichte Old Town Road erstmals eine Platzierung in den US-Charts. Das Lied wurde aufgrund mangelnder Country-Elemente wenig später von den Hot Country Songs entfernt. Am 22. März unterschrieb Lil Nas X einen Plattenvertrag mit Columbia Records. Am 5. April 2019 veröffentlichte er einen Remix von Old Town Road, auf dem eine Strophe vom Country-Sänger Billy Ray Cyrus gesungen wird. Wenige Tage später erreichte das Lied erstmals die Spitze der Hot 100 in den USA, Ende April 2019 stieg das Lied auch in Deutschland auf Platz eins der Singlecharts. Mit insgesamt 19 Wochen an der Spitze der Billboard Hot 100 wurde Old Town Road zum erfolgreichsten Lied in der Geschichte der US-Charts. Außerdem wurde der Song 14-fach mit der Platinschallplatte ausgezeichnet, womit ein weiterer Rekord innerhalb der Vereinigten Staaten aufgestellt wurde. Im August 2019 wurde Lil Nas X für Old Town Road bei den MTV Video Music Awards mit dem Song of the Year ausgezeichnet. Sowohl das Original als auch der Remix von Old Town Road sind auf seiner Debüt-EP 7 enthalten, welche am 21. Juni 2019 veröffentlicht wurde.

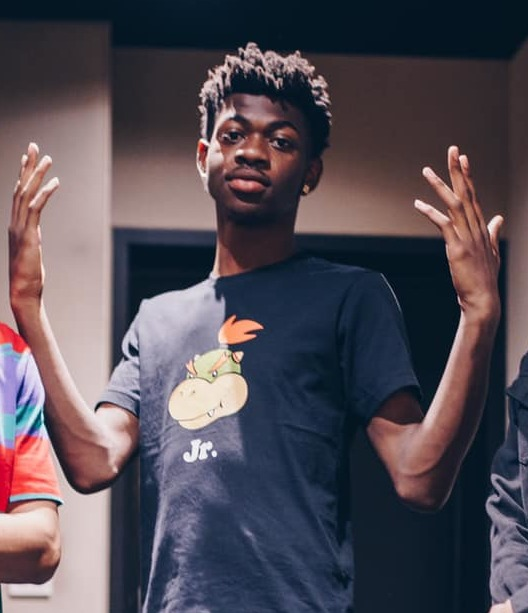
Lil Nas X (2019)

Im Laufe des Sommers 2019 machte Lil Nas X mehrere Andeutungen zu seiner mutmaßlichen Homosexualität, die er später in mehreren Interviews mit US-amerikanischen Medien bestätigte. Dabei erklärte er, als Jugendlicher aufgrund seiner sexuellen Orientierung so verzweifelt gewesen zu sein, dass er versucht habe, diese wegzubeten. Vor Lil Nas X hatte sich noch niemand als aktuelle Nummer 1 der Billboard-Charts geoutet.
Bei den Grammy Awards 2020 erhielt Lil Nas X sechs Nominierungen und gewann zwei Grammy Awards in den Kategorien Pop-Darbietung eines Duos und Bestes Musikvideo. Außerdem arbeitete er mit der südkoreanischen K-Pop-Band BTS zusammen, mit der er zu Old Town Road den gemeinsamen Remix Seoul Town Road veröffentlichte.
Im September 2021 veröffentlichte Lil Nas X sein Debütalbum Montero mit 15 Titeln.
Am 22. September 2022 veröffentlichte Lil Nas X eine weitere Single mit dem Namen Star Walkin’, die die Hymne der Weltmeisterschaft des Computerspiels League of Legends 2022 darstellt.
Im September 2024 kündigte Lil Nas X eine neue Veröffentlichung für den darauffolgenden Monat an.

## Diskografie
Studioalben

| Jahr | Titel Musiklabel                | Höchstplatzierung, Gesamtwochen, AuszeichnungChartplatzierungen (Jahr, Titel, Musiklabel, Platzierungen, Wochen, Auszeichnungen, Anmerkungen) | Höchstplatzierung, Gesamtwochen, AuszeichnungChartplatzierungen (Jahr, Titel, Musiklabel, Platzierungen, Wochen, Auszeichnungen, Anmerkungen) | Höchstplatzierung, Gesamtwochen, AuszeichnungChartplatzierungen (Jahr, Titel, Musiklabel, Platzierungen, Wochen, Auszeichnungen, Anmerkungen) | Höchstplatzierung, Gesamtwochen, AuszeichnungChartplatzierungen (Jahr, Titel, Musiklabel, Platzierungen, Wochen, Auszeichnungen, Anmerkungen) | Höchstplatzierung, Gesamtwochen, AuszeichnungChartplatzierungen (Jahr, Titel, Musiklabel, Platzierungen, Wochen, Auszeichnungen, Anmerkungen) | Anmerkungen                                                    |
| Jahr | Titel Musiklabel                | DE | AT | CH | UK | US | Anmerkungen                                                    |
| ---- | ------------------------------- | --- | --- | --- | --- | --- | -------------------------------------------------------------- |
| 2021 | Montero Columbia Records (Sony) | DE13 (7 Wo.)DE | AT2 (13 Wo.)AT | CH6 Platin · (9 Wo.)CH | UK2 Gold · (23 Wo.)UK | US2 ×2Doppelplatin · (57 Wo.)US | Erstveröffentlichung: 17. September 2021 Verkäufe: + 2.813.500 |

## Filmografie
- 2021: Uber Eats: Rides (Kurzfilm)
- 2021: The Walk in with Mo Heart (Fernsehserie)
- 2023: Reich und schön (The Bold and the Beautiful, Fernsehserie, 2 Folgen)
- 2025: Alfred Morettis Opus (Opus)

## Auszeichnungen
- 2019: American Music Awards – Favorite Song (Rap/Hip-Hop) für Old Town Road (Remix) (featuring Billy Ray Cyrus)
- 2019: MTV Video Music Awards – Song of the Year für Old Town Road (Remix) (featuring Billy Ray Cyrus)
- 2020: Grammy Awards – Best Pop Duo/Group Performance für Old Town Road (Remix) (featuring Billy Ray Cyrus)
- 2020: Grammy Awards – Best Music Video für Old Town Road (Remix) (featuring Billy Ray Cyrus)
- 2021: American Music Awards – Favorite Music Video für Old Town Road (Remix) (featuring Billy Ray Cyrus)
- 2021: Variety’s Hitmakers – Innovator of the Year[22]
- 2022: MTV Video Music Awards – Best Collaboration für Industry Baby (with Jack Harlow)